# Eoscarta perakana
Eoscarta perakana är en insektsart som beskrevs av Victor Lallemand 1949. Eoscarta perakana ingår i släktet Eoscarta och familjen spottstritar. Inga underarter finns listade i Catalogue of Life.